# Chris Rodesch
Chris Rodesch (* 18. Juli 2001) ist ein luxemburgischer Tennisspieler.

## Karriere
Chris Rodesch begann seine Karriere auf der ITF Junior Tour, wo er zwischen 2016 und 2019 vier Einzeltitel auf den unteren Turnierebenen gewann. An Grand-Slam-Turnieren nahm er jedoch nie teil. Seine höchste Platzierung in der Junioren-Rangliste war Rang 57.
Zwischen 2020 und 2024 studierte Rodesch Internationale Beziehungen an der University of Virginia. Er im College Tennis äußerst erfolgreich und wurde in seinen letzten drei Studienjahren zum All-American gewählt. 2023 und 2024 erhielt er zudem die Auszeichnung Tennis Scholar-Athlete of the Year. Mit der Mannschaft der Universität gewann er 2022 und 2023 die College-Meisterschaften der USA. Nach seinem Studium wechselte er vollständig in den Profisport.
Rodesch nahm 2021 erstmals an einem Profiturnier teil. 2022 erreichte er im Einzel zwei Finals auf der ITF Future Tour, von denen er eines gewann. Im Doppel sicherte er sich ebenfalls zwei Titel. Im darauffolgenden Jahr fügte er jeweils einen weiteren Einzel- und Doppeltitel hinzu und erreichte mit Rang 639 im Einzel ein neues Karrierehoch in der Tennisweltrangliste.
Das Jahr 2024 markierte einen Wendepunkt in seiner Karriere. Rodesch gewann fünf Titel auf der Future Tour und etablierte sich zunehmend auf der ATP Challenger Tour. Während er anfangs bei fünf Challengers in der ersten Runde ausschied, erreichte er in Charlottesville das Viertelfinale im Einzel und das Finale im Doppel. Zwei Wochen später gelang ihm beim Turnier in Drummondville sein bisher größter Erfolg. Nach vier Siegen zog er ins Endspiel ein und besiegte unterwegs James Duckworth, die Nummer 77 der Welt, und damit erstmals einen Spieler aus den Top 100. Im Finale unterlag er jedoch Aidan Mayo, der ebenfalls sein erstes Challenger-Finale bestritt. Mit diesem Turniererfolg verbesserte sich Rodesch in der Weltrangliste auf Rang 302.
Seit 2019 gehört Rodesch zur luxemburgischen Davis-Cup-Mannschaft, für die er bislang eine Bilanz von 14:12 aufweisen kann.

## Erfolge
| Legende (Anzahl der Siege) |
| Grand Slam                 |
| ATP Finals                 |
| ATP Tour Masters 1000      |
| ATP Tour 500               |
| ATP Tour 250               |
| ATP Challenger Tour (1)    |

### Einzel

#### Turniersiege
| Nr. | Datum          | Turnier     | Belag | Finalgegner | Ergebnis      |
| --- | -------------- | ----------- | ----- | ----------- | ------------- |
| 1.  | 20. April 2025 | Tallahassee | Sand  | Emilio Nava | 4:6, 6:3, 6:4 |